# Divizia Națională Feminină
La Liga Națională Feminină è l'unico livello del campionato moldavo femminile di calcio, organizzato dalla Federcalcio moldava (FMF).
Il torneo, istituito nel 1996, negli anni ha visto mutare in modo significativo le squadre partecipanti, da un massimo di 8 fino ad un minimo di 4, e vede come leader indiscusso delle ultime edizioni l'Agarista-ȘS Anenii Noi (Agarista-CSF Anenii Noi 2020 nella sua ultima denominazione) club interamente femminile con sede ad Anenii Noi, conquistando al termine del campionato 2024-2025 il suo settimo titolo di Campione di Moldavia.

## Formula
Le squadre si affrontano in un girone all'italiana per decretare il campione finale che si guadagnerà la qualificazione alla UEFA Women's Champions League. Non è prevista una retrocessione ad una categoria inferiore.

## Le squadre

### Organico 2024-2025
Alla stagione 2024-2025 hanno partecipato le seguenti cinque squadre:
- Atletico
- CF Nistru-Cioburciu
- Agarista-CSF Anenii Noi 2020
- Real Succes ȘS11 Pudra-Chișinău
- RSDUȘOR Nistru-Cioburciu

## Albo d'oro
Squadre vincitrici:
- 1996-1997: Codru Chisinau (1º)
- 1997-1998: Codru Chisinau (2º)
- 1998-1999: Constructorul Chisinau (1º)
- 1999-2000: Constructorul Chisinau (2º)
- 2000-2001: Non disputato
- 2001-2002: Non disputato
- 2002-2003: Non disputato
- 2003-2004: Non disputato
- 2004-2005: FC Codru Anenii Noi (1º)
- 2005-2006: Narta Chișinău Drăsliceni (1º)
- 2006-2007: Narta Chișinău Drăsliceni (2º)
- 2007-2008: Narta Chișinău Drăsliceni (3º)
- 2008-2009: Narta Chișinău Drăsliceni (4º)
- 2009-2010: FC Roma Calfa (1º)
- 2010-2011: Goliador Chişinău (1º)
- 2011-2012: Noroc Nimoreni (1º)
- 2012-2013: Goliador Chişinău (2º)
- 2013-2014: Goliador Chişinău (3º)
- 2014-2015: Noroc Nimoreni (2º)
- 2015-2016: ARF Criuleni (1º)
- 2016-2017: Noroc Nimoreni (3º)
- 2017-2018: Agarista-ȘS Anenii Noi (1º)
- 2018-2019: Agarista-ȘS Anenii Noi (2º)
- 2019-2020: Agarista-ȘS Anenii Noi (3º)[4]
- 2020-2021: Agarista-ȘS Anenii Noi (4º)
- 2021-2022: Maksimum Cahul (1º)
- 2022-2023: Agarista-CSF Anenii Noi (5º)
- 2023-2024: Agarista-CSF Anenii Noi 2020 (6º)
- 2024-2025: Agarista-CSF Anenii Noi 2020 (7º)

## Statistiche

### Titoli per squadra
| Squadra                   | Titoli | Anni                                                                        |
| ------------------------- | ------ | --------------------------------------------------------------------------- |
| Agarista-ȘS Anenii Noi    | 7      | 2017-2018, 2018-2019, 2019-2020, 2020-2021, 2022-2023, 2023-2024, 2024-2025 |
| Narta Chișinău Drăsliceni | 4      | 2005-2006, 2006-2007, 2007-2008, 2008-2009                                  |
| Goliador Chişinău         | 3      | 2010-2011, 2012-2013, 2013-2014                                             |
| Noroc Nimoreni            | 3      | 2011-2012, 2014-2015, 2016-2017                                             |
| Codru Chişinău            | 2      | 1996-1997, 1997-1998                                                        |
| Constructorul Chișinău    | 2      | 1998-1999, 1999-2000                                                        |
| FC Codru Anenii Noi       | 1      | 2004-2005                                                                   |
| Maksimum Cahul            | 1      | 2021-2022                                                                   |
| FC Roma Calfa             | 1      | 2009-2010                                                                   |
| ARF Criuleni              | 1      | 2015-2016                                                                   |